# Аджира
Аджира (італ. Agira, сиц. Aggira) — муніципалітет в Італії, у регіоні Сицилія,  провінція Енна. Антична назва Агіріум, або Агірія.
Аджира розташована на відстані близько 510 км на південь від Рима, 115 км на південний схід від Палермо, 24 км на північний схід від Енни.
Населення — 8399 осіб (2014).
Щорічний фестиваль відбувається 12 травня. Покровитель — святий Филип із Агіри.

## Демографія
Населення за роками:

Станом на 1 січня 2023 року в муніципалітеті офіційно проживали 104 іноземці з 18 країн, серед них 49 громадян країн Євросоюзу.

## Персоналії
```
* 
Діодор Сицилійський
 (грец. Διόδωρος Σικελιώτης, лат. Diodorus Siculus; близько 90 до н.е. — 30 до н.е.) — давньогрецький історик.
```

## Сусідні муніципалітети
- Ассоро
- Кастель-ді-Юдіка
- Катенануова
- Енна
- Гальяно-Кастельферрато
- Ніссорія
- Рамакка
- Регальбуто